# Canton de Bruyères
Pour l'ancien canton axonais, voir Canton de Bruyères-et-Montbérault.
Le canton de Bruyères est une circonscription électorale française située dans le département des Vosges et la région Grand Est.

## Histoire
Le canton de Bruyères a été créé en 1801.
Un nouveau découpage territorial des Vosges entre en vigueur à l'occasion des premières élections départementales suivant le décret du 27 février 2014. Les conseillers départementaux sont, à compter de ces élections, élus au scrutin majoritaire binominal mixte. Les électeurs de chaque canton élisent au Conseil départemental, nouvelle appellation du Conseil général, deux membres de sexe différent, qui se présentent en binôme de candidats. Les conseillers départementaux sont élus pour 6 ans au scrutin binominal majoritaire à deux tours, l'accès au second tour nécessitant 12,5 % des inscrits au 1er tour. En outre la totalité des conseillers départementaux est renouvelée. Ce nouveau mode de scrutin nécessite un redécoupage des cantons dont le nombre est divisé par deux avec arrondi à l'unité impaire supérieure si ce nombre n'est pas entier impair, assorti de conditions de seuils minimaux. Dans les Vosges, le nombre de cantons passe ainsi de 31 à 17. Le nombre de communes du canton de Bruyères passe de 30 à 51.
Le canton de Bruyères est formé de communes des anciens cantons de Bruyères (30 communes), de Châtel-sur-Moselle (7 communes), de Brouvelieures (10 communes) et de Corcieux (4 communes). Avec ce redécoupage administratif, le territoire du canton s'affranchit des limites d'arrondissements, avec 37 communes incluses dans l'arrondissement d'Épinal et 14 dans l'arrondissement de Saint-Dié-des-Vosges. Le bureau centralisateur est situé à Bruyères.

## Représentation

### Conseillers généraux de 1833 à 2015
| Période                                  | Période                    | Identité                   | Étiquette                | Qualité |
| ---------------------------------------- | -------------------------- | -------------------------- | ------------------------ | --- |
| 1833                                     | 1858 (décès)               | Jean-Baptiste Mougeot      |                          | Médecin, membre de plusieurs sociétés savantes Conseiller municipal de Bruyères (1808-1840)                                |
| 1859                                     | 1880                       | Joseph Mougeot             | Droite                   | Médecin Maire de Bruyères (1854-1855, 1861-1868 et 1871-1876) Président du Conseil Général (1871-1872)                     |
| 1880                                     | 1910                       | Henry Boucher              | Républicain progressiste | Industriel Député (1889-1909) Sénateur (1909-1920) Ministre (1896-1898)                                                    |
| 1910                                     | 1918 (mort pour la France) | Abel Ferry                 | Rad. ind.                | Avocat Député (1909-1918) Sous-secrétaire d'État (1914-1915)                                                               |
| 1919                                     | 1929 (démission)           | Louis Divoux               | Républicain              | Marchand de bois Maire de Méménil (1912-1929), conseiller d'arrondissement                                                 |
| 1929                                     | 1940                       | Marie Jean Maurice Mougeot | Rad. ind.                | Industriel Maire de Laval-sur-Vologne (1919-1940) Nommé conseiller départemental en 1943 (démissionnaire en novembre 1943) |
|                                          |                            |                            |                          | |
| 1943                                     | 1945                       | Henri Veyrier              |                          | Chef d'entreprise (bonneterie) Maire de Bruyères (1939-1944) Nommé conseiller départemental en décembre 1943               |
|                                          |                            |                            |                          | |
| 1945                                     | 1949                       | Pierre Blanck              | SFIO                     | Contrôleur des postes Conseiller municipal d'Épinal (1947-1959) Elu en 1973 dans le Canton d'Épinal-Est                    |
| 1949                                     | 1955                       | Michel Madelin             | RPF puis RS              | Ancien secrétaire de la Fédération des syndicats commerciaux des Vosges Officier d'aviation, sénateur (1948-1952)          |
| 1955                                     | 1959 (décès)               | Maurice Mougeot            | RGR                      | Industriel Maire de Laval-sur-Vologne (1919-1940 et 1953-1959)                                                             |
| 1960                                     | 1973                       | Roger Mercier              | Rad. puis MRG            | Négociant en matériaux Maire de Bruyères (1935-1939, 1944-1945 et 1965-1973)                                               |
| 1973                                     | 1979                       | Raoul Cazenave-Neubout     | PS                       | Libraire Adjoint au Maire de Bruyères (1971-1977)                                                                          |
| 1979                                     | 2011                       | Michel Langloix            | RPR puis UMP             | Vice-président délégué à l'action sociale et à la solidarité Pharmacien Maire de Bruyères (1977-1989)                      |
| 2011                                     | 2015                       | Christian Tarantola        | PS                       | Retraité Maire de Docelles (2008-2020)                                                                                     |
| Les données manquantes sont à compléter. |                            |                            |                          | |

### Conseillers d'arrondissement (de 1833 à 1940)
Le canton de Bruyères avait deux conseillers d'arrondissement.
| Période                                  | Période      | Identité                             | Étiquette   | Qualité |
| ---------------------------------------- | ------------ | ------------------------------------ | ----------- | --- |
| 1833                                     | 1836         | Joseph Gérardin                      |             | Notaire à Bruyères                                                                                          |
| 1833                                     | 1848         | Dominique Nicolas Krantz (1788-1856) |             | Fabricant de papier à Dinozé, maire de Docelles                                                             |
| 1836                                     | 1842         | M. Michaud                           |             | Fabricant de papier à Laval-sur-Vologne                                                                     |
|                                          |              |                                      |             | |
| 1889                                     | 1896 (décès) | Édouard Bastien                      |             | Industriel, adjoint au maire de Grandvillers                                                                |
| 1889                                     |              | Roger Merlin                         |             | Avocat, maire de Bruyères, suppléant du juge de paix                                                        |
|                                          |              |                                      |             | |
|                                          | 1919         | Louis Divoux                         | Républicain | Marchand de bois Maire de Méménil                                                                           |
| av.1919                                  | 1940         | Roger Mercier                        | Rad.        | Maire de Bruyères                                                                                           |
| 1919                                     |              | Robert Oréfice                       | Rad.        | Entrepreneur de travaux publics, conseiller municipal de Bruyères                                           |
|                                          | 1940         | Paul Balland                         | Rad.        | Cultivateur, maire de La Neuveville-devant-Lépanges                                                         |
| 1940                                     |              |                                      |             | Les conseils d'arrondissement ont été suspendus par la loi du 12 octobre 1940 et n'ont jamais été réactivés |
| Les données manquantes sont à compléter. |              |                                      |             | |

### Conseillers départementaux depuis 2015
| Période élective | Période élective | Mandat | Mandat   | Identité            | Nuance | Nuance | Qualité                                    |
| ---------------- | ---------------- | ------ | -------- | ------------------- | ------ | ------ | ------------------------------------------ |
| 2015             | 2021             | 2015   | 2021     | Bernadette Poirat   |        | PS     | Maire de Belmont-sur-Buttant (depuis 2008) |
| 2015             | 2021             | 2015   | 2021     | Christian Tarantola |        | PS     | Retraité maire de Docelles (2008-2020)     |
| 2021             | 2028             | 2021   | en cours | Bernadette Poirat   |        | PS     | Conseillère sortante                       |
| 2021             | 2028             | 2021   | en cours | Christian Tarantola |        | PS     | Conseiller sortant                         |

### Résultats détaillés

#### Élections de mars 2015
À l'issue du 1er tour des élections départementales de 2015, deux binômes sont en ballottage : Patrick Cunin et Audrey Erb (FN, 33,61 %) et Bernadette Poirat et Christian Tarantola (Union de la Gauche, 24,56 %). Le taux de participation est de 55,46 % (8 641 votants sur 15 581 inscrits) contre 52,67 % au niveau départemental et 50,17 % au niveau national.
Au second tour, Bernadette Poirat et Christian Tarantola (Union de la Gauche) sont élus avec 56,88 % des suffrages exprimés et un taux de participation de 55,75 % (4 437 voix pour 8 687 votants et 15 581 inscrits).

#### Élections de juin 2021
Le premier tour des élections départementales de 2021 est marqué par un très faible taux de participation (33,26 % au niveau national). Dans le canton de Bruyères, ce taux de participation est de 37,58 % (5 816 votants sur 15 475 inscrits) contre 33,12 % au niveau départemental. À l'issue de ce premier tour, deux binômes sont en ballottage : Bernadette Poirat et Christian Tarantola (Union à gauche, 43,2 %) et Sabrina Koepfert et Jean-René Simon (RN, 22,79 %).
Le second tour des élections est marqué une nouvelle fois par une abstention massive équivalente au premier tour. Les taux de participation sont de 34,36 % au niveau national, 33,77 % dans le département et 36,68 % dans le canton de Bruyères. Bernadette Poirat et Christian Tarantola (Union à gauche) sont élus avec 71,73 % des suffrages exprimés (3 776 voix pour 5 676 votants et 15 474 inscrits),,. 

## Composition

### Composition avant 2015

Situation du canton de Bruyères dans l'arrondissement d'Épinal avant 2015.

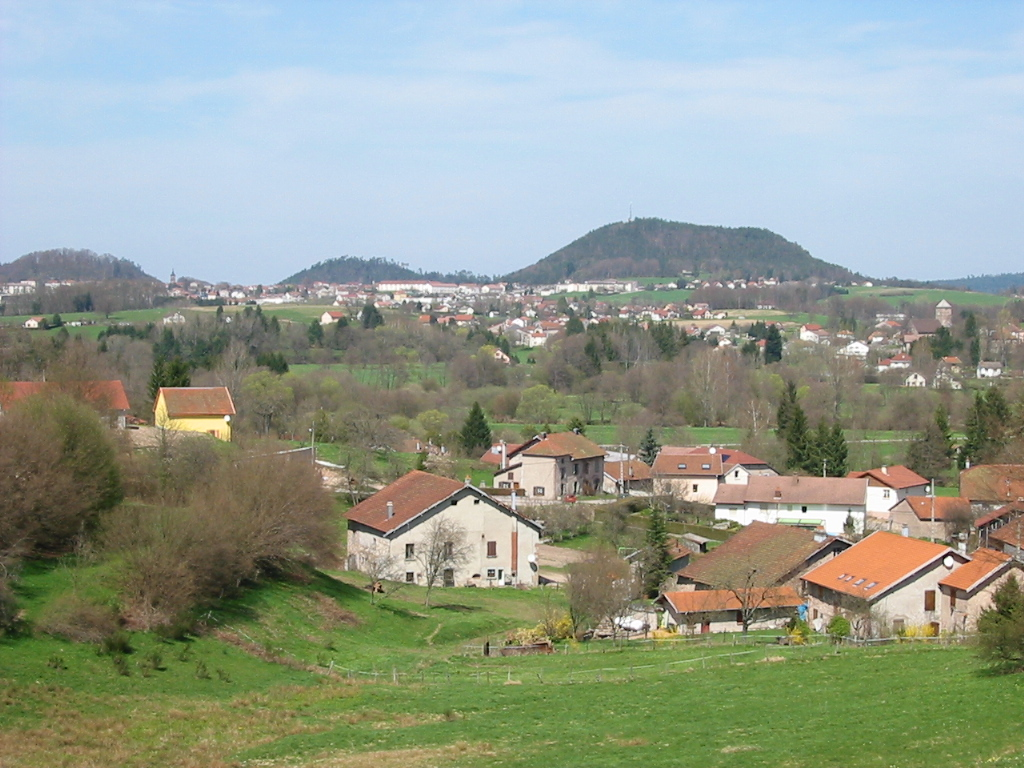
Paysage du canton, entre Fiménil et Bruyères

Ce canton était composé de trente communes.
| Nom                           | Code Insee | Codepostal | Superficie (km2) | Population (dernière pop. légale) | Densité (hab./km2) |
| ----------------------------- | ---------- | ---------- | ---------------- | --------------------------------- | ------------------ |
| Bruyères (chef-lieu)          | 88078      | 88600      | 16,02            | 3 176 (2012)                      | 198                |
| Aydoilles                     | 88026      | 88600      | 10,00            | 1 071 (2012)                      | 107                |
| Beauménil                     | 88046      | 88600      | 3,30             | 120 (2012)                        | 36                 |
| Champ-le-Duc                  | 88086      | 88600      | 3,92             | 524 (2012)                        | 134                |
| Charmois-devant-Bruyères      | 88091      | 88460      | 6,61             | 412 (2012)                        | 62                 |
| Cheniménil                    | 88101      | 88460      | 9,28             | 1 174 (2012)                      | 127                |
| Destord                       | 88130      | 88600      | 5,04             | 219 (2012)                        | 43                 |
| Deycimont                     | 88131      | 88600      | 6,32             | 316 (2012)                        | 50                 |
| Docelles                      | 88135      | 88460      | 8,74             | 953 (2012)                        | 109                |
| Dompierre                     | 88152      | 88600      | 8,88             | 271 (2012)                        | 31                 |
| Fays                          | 88169      | 88600      | 4,83             | 243 (2012)                        | 50                 |
| Fiménil                       | 88172      | 88600      | 5,13             | 242 (2012)                        | 47                 |
| Fontenay                      | 88175      | 88600      | 6,47             | 519 (2012)                        | 80                 |
| Girecourt-sur-Durbion         | 88203      | 88600      | 6,92             | 326 (2012)                        | 47                 |
| Grandvillers                  | 88216      | 88600      | 17,46            | 729 (2012)                        | 42                 |
| Gugnécourt                    | 88222      | 88600      | 5,11             | 215 (2012)                        | 42                 |
| Laval-sur-Vologne             | 88261      | 88600      | 3,58             | 641 (2012)                        | 179                |
| Laveline-devant-Bruyères      | 88262      | 88600      | 3,10             | 642 (2012)                        | 207                |
| Laveline-du-Houx              | 88263      | 88640      | 8,21             | 228 (2012)                        | 28                 |
| Lépanges-sur-Vologne          | 88266      | 88600      | 7,57             | 915 (2012)                        | 121                |
| Méménil                       | 88297      | 88600      | 9,15             | 154 (2012)                        | 17                 |
| La Neuveville-devant-Lépanges | 88322      | 88600      | 8,77             | 483 (2012)                        | 55                 |
| Nonzeville                    | 88331      | 88600      | 1,62             | 45 (2012)                         | 28                 |
| Padoux                        | 88340      | 88700      | 19,35            | 521 (2012)                        | 27                 |
| Pierrepont-sur-l'Arentèle     | 88348      | 88600      | 6,23             | 146 (2012)                        | 23                 |
| Prey                          | 88359      | 88600      | 2,13             | 100 (2012)                        | 47                 |
| Le Roulier                    | 88399      | 88460      | 5,67             | 204 (2012)                        | 36                 |
| Sainte-Hélène                 | 88418      | 88700      | 17,05            | 479 (2012)                        | 28                 |
| Viménil                       | 88512      | 88600      | 8,05             | 228 (2012)                        | 28                 |
| Xamontarupt                   | 88528      | 88460      | 5,00             | 149 (2012)                        | 30                 |

### Composition depuis 2015
Le nouveau canton de Bruyères comprend désormais cinquante-et-une communes entières.
| Nom                              | Code Insee | Intercommunalité                 | Superficie (km2) | Population (dernière pop. légale) | Densité (hab./km2) | Modifier                                    |
| -------------------------------- | ---------- | -------------------------------- | ---------------- | --------------------------------- | ------------------ | ------------------------------------------- |
| Bruyères (bureau centralisateur) | 88078      | CC Bruyères - Vallons des Vosges | 16,02            | 2 935 (2022)                      | 183                | modifier les données · modifier les données |
| Aydoilles                        | 88026      | CA d'Épinal                      | 10,00            | 1 007 (2022)                      | 101                | modifier les données · modifier les données |
| Badménil-aux-Bois                | 88027      | CA d'Épinal                      | 9,14             | 139 (2022)                        | 15                 | modifier les données · modifier les données |
| Bayecourt                        | 88040      | CA d'Épinal                      | 6,92             | 234 (2022)                        | 34                 | modifier les données · modifier les données |
| Beauménil                        | 88046      | CC Bruyères - Vallons des Vosges | 3,30             | 132 (2022)                        | 40                 | modifier les données · modifier les données |
| Belmont-sur-Buttant              | 88050      | CC Bruyères - Vallons des Vosges | 8,46             | 297 (2022)                        | 35                 | modifier les données · modifier les données |
| Biffontaine                      | 88059      | CA de Saint-Dié-des-Vosges       | 8,88             | 393 (2022)                        | 44                 | modifier les données · modifier les données |
| Bois-de-Champ                    | 88064      | CA de Saint-Dié-des-Vosges       | 17,69            | 105 (2022)                        | 5,9                | modifier les données · modifier les données |
| Brouvelieures                    | 88076      | CC Bruyères - Vallons des Vosges | 7,36             | 411 (2022)                        | 56                 | modifier les données · modifier les données |
| Champ-le-Duc                     | 88086      | CC Bruyères - Vallons des Vosges | 3,92             | 481 (2022)                        | 123                | modifier les données · modifier les données |
| Champdray                        | 88085      | CC Gérardmer Hautes Vosges       | 9,49             | 192 (2022)                        | 20                 | modifier les données · modifier les données |
| Charmois-devant-Bruyères         | 88091      | CC Bruyères - Vallons des Vosges | 6,61             | 379 (2022)                        | 57                 | modifier les données · modifier les données |
| Cheniménil                       | 88101      | CC Bruyères - Vallons des Vosges | 9,28             | 1 227 (2022)                      | 132                | modifier les données · modifier les données |
| Destord                          | 88130      | CC Bruyères - Vallons des Vosges | 5,04             | 238 (2022)                        | 47                 | modifier les données · modifier les données |
| Deycimont                        | 88131      | CC Bruyères - Vallons des Vosges | 6,32             | 298 (2022)                        | 47                 | modifier les données · modifier les données |
| Docelles                         | 88135      | CC Bruyères - Vallons des Vosges | 8,74             | 864 (2022)                        | 99                 | modifier les données · modifier les données |
| Domèvre-sur-Durbion              | 88143      | CA d'Épinal                      | 12,51            | 266 (2022)                        | 21                 | modifier les données · modifier les données |
| Domfaing                         | 88145      | CC Bruyères - Vallons des Vosges | 3,90             | 212 (2022)                        | 54                 | modifier les données · modifier les données |
| Dompierre                        | 88152      | CA d'Épinal                      | 8,88             | 240 (2022)                        | 27                 | modifier les données · modifier les données |
| Fays                             | 88169      | CC Bruyères - Vallons des Vosges | 4,83             | 219 (2022)                        | 45                 | modifier les données · modifier les données |
| Fiménil                          | 88172      | CC Bruyères - Vallons des Vosges | 5,13             | 232 (2022)                        | 45                 | modifier les données · modifier les données |
| Fontenay                         | 88175      | CC Bruyères - Vallons des Vosges | 6,47             | 471 (2022)                        | 73                 | modifier les données · modifier les données |
| Fremifontaine                    | 88184      | CC Bruyères - Vallons des Vosges | 9,56             | 421 (2022)                        | 44                 | modifier les données · modifier les données |
| Girecourt-sur-Durbion            | 88203      | CC Bruyères - Vallons des Vosges | 6,92             | 353 (2022)                        | 51                 | modifier les données · modifier les données |
| Grandvillers                     | 88216      | CC Bruyères - Vallons des Vosges | 17,46            | 724 (2022)                        | 41                 | modifier les données · modifier les données |
| Gugnécourt                       | 88222      | CC Bruyères - Vallons des Vosges | 5,11             | 228 (2022)                        | 45                 | modifier les données · modifier les données |
| Herpelmont                       | 88240      | CC Bruyères - Vallons des Vosges | 5,58             | 268 (2022)                        | 48                 | modifier les données · modifier les données |
| Jussarupt                        | 88256      | CC Bruyères - Vallons des Vosges | 6,57             | 260 (2022)                        | 40                 | modifier les données · modifier les données |
| Laval-sur-Vologne                | 88261      | CC Bruyères - Vallons des Vosges | 3,58             | 630 (2022)                        | 176                | modifier les données · modifier les données |
| Laveline-devant-Bruyères         | 88262      | CC Bruyères - Vallons des Vosges | 3,10             | 578 (2022)                        | 186                | modifier les données · modifier les données |
| Laveline-du-Houx                 | 88263      | CC Bruyères - Vallons des Vosges | 8,21             | 207 (2022)                        | 25                 | modifier les données · modifier les données |
| Lépanges-sur-Vologne             | 88266      | CC Bruyères - Vallons des Vosges | 7,57             | 838 (2022)                        | 111                | modifier les données · modifier les données |
| Méménil                          | 88297      | CC Bruyères - Vallons des Vosges | 9,15             | 175 (2022)                        | 19                 | modifier les données · modifier les données |
| Mortagne                         | 88315      | CA de Saint-Dié-des-Vosges       | 22,20            | 188 (2022)                        | 8,5                | modifier les données · modifier les données |
| La Neuveville-devant-Lépanges    | 88322      | CC Bruyères - Vallons des Vosges | 8,77             | 502 (2022)                        | 57                 | modifier les données · modifier les données |
| Nonzeville                       | 88331      | CC Bruyères - Vallons des Vosges | 1,62             | 55 (2022)                         | 34                 | modifier les données · modifier les données |
| Padoux                           | 88340      | CA d'Épinal                      | 19,35            | 492 (2022)                        | 25                 | modifier les données · modifier les données |
| Pallegney                        | 88342      | CA d'Épinal                      | 5,93             | 172 (2022)                        | 29                 | modifier les données · modifier les données |
| Pierrepont-sur-l'Arentèle        | 88348      | CC Bruyères - Vallons des Vosges | 6,23             | 143 (2022)                        | 23                 | modifier les données · modifier les données |
| Les Poulières                    | 88356      | CA de Saint-Dié-des-Vosges       | 2,98             | 302 (2022)                        | 101                | modifier les données · modifier les données |
| Prey                             | 88359      | CC Bruyères - Vallons des Vosges | 2,13             | 89 (2022)                         | 42                 | modifier les données · modifier les données |
| Rehaupal                         | 88380      | CC Gérardmer Hautes Vosges       | 4,72             | 208 (2022)                        | 44                 | modifier les données · modifier les données |
| Les Rouges-Eaux                  | 88398      | CA de Saint-Dié-des-Vosges       | 5,90             | 79 (2022)                         | 13                 | modifier les données · modifier les données |
| Le Roulier                       | 88399      | CC Bruyères - Vallons des Vosges | 5,67             | 210 (2022)                        | 37                 | modifier les données · modifier les données |
| Sainte-Hélène                    | 88418      | CC de la Région de Rambervillers | 17,05            | 445 (2022)                        | 26                 | modifier les données · modifier les données |
| Sercœur                          | 88454      | CA d'Épinal                      | 9,18             | 224 (2022)                        | 24                 | modifier les données · modifier les données |
| Vervezelle                       | 88502      | CC Bruyères - Vallons des Vosges | 1,92             | 117 (2022)                        | 61                 | modifier les données · modifier les données |
| Villoncourt                      | 88509      | CA d'Épinal                      | 6,40             | 100 (2022)                        | 16                 | modifier les données · modifier les données |
| Viménil                          | 88512      | CC Bruyères - Vallons des Vosges | 8,05             | 235 (2022)                        | 29                 | modifier les données · modifier les données |
| Xamontarupt                      | 88528      | CC Bruyères - Vallons des Vosges | 5,00             | 152 (2022)                        | 30                 | modifier les données · modifier les données |
| Zincourt                         | 88532      | CA d'Épinal                      | 4,47             | 76 (2022)                         | 17                 | modifier les données · modifier les données |
| Canton de Bruyères               | 8802       |                                  | 399,27           | 19 443 (2022)                     | 49                 | modifier les données                        |

## Démographie

### Démographie avant 2015
| 1962   | 1968   | 1975   | 1982   | 1990   | 1999   | 2006   | 2011   | 2012   |
| ------ | ------ | ------ | ------ | ------ | ------ | ------ | ------ | ------ |
| 14 664 | 14 427 | 14 268 | 14 615 | 14 814 | 14 947 | 15 287 | 15 400 | 15 445 |

### Démographie depuis 2015
En 2022, le canton comptait 19 443 habitants, en évolution de −3,21 % par rapport à 2016 (Vosges : −2,96 %, France hors Mayotte : +2,11 %).
| 2013   | 2018   | 2022   |
| ------ | ------ | ------ |
| 20 434 | 19 828 | 19 443 |